# Tone Kozlevčar
Tone Kozlevčar, slovenski baritonist, * 21. april 1914, Šentvid pri Stični, † 17. november 1995

## Življenje
Rodil se je v Šentvidu pri Stični, pozneje pa se je njegova družina preselila v Temenico. Že v mladih letih je okusil težko življenje, kajti bil je pastir, hlapec in mesarski pomočnik. Pozneje pa je bil nekaj časa prometni policist, zatem pa kar 20 let zaposlen v koncertni direkciji, ki je pripravljala nastope različnih umetnikov, tako domačih kot tujih.
Kozlevčarjeva želja je zmeraj bila, da bi postal tenorist, a se mu je glas po mutaciji izoblikoval v bariton.
Leta 1951 je bil med 38 pevci izbran za baritonista v Slovenskem oktetu v katerem je prepeval več kot četrt stoletja. Njegova najbolj odmevna pesem je bila Ribniška v priredbi Franceta Marolta.
Pozneje je tudi prepeval ob spremljavi legendarnega Avgusta Stanka, Vitala Ahačiča in pa prvega slovenskega citrarja Miha Dovžana.
Kozlevčar je prepeval tudi z novo nastalimi glasbenimi skupinami. Z ansamblom Lojzeta Slaka je posnel 2 slovenski narodni pesmi; Sezidal sem si vinski hram in pa Snočkaj sem eno pošto dobil, z Henčkom pa je posnel več narodnih pesmi, med najbolj odmevnimi sta Janez na tvoje zdravje in En hribček bom kupil. Posnel je tudi pesem Leži vasica za goro z Kovačičem, za Slovenske muzikante pa je zapel pesem o Labodu.
Umrl je 17. novembra 1995 star 81 let.